# Friedrich von Schoeler

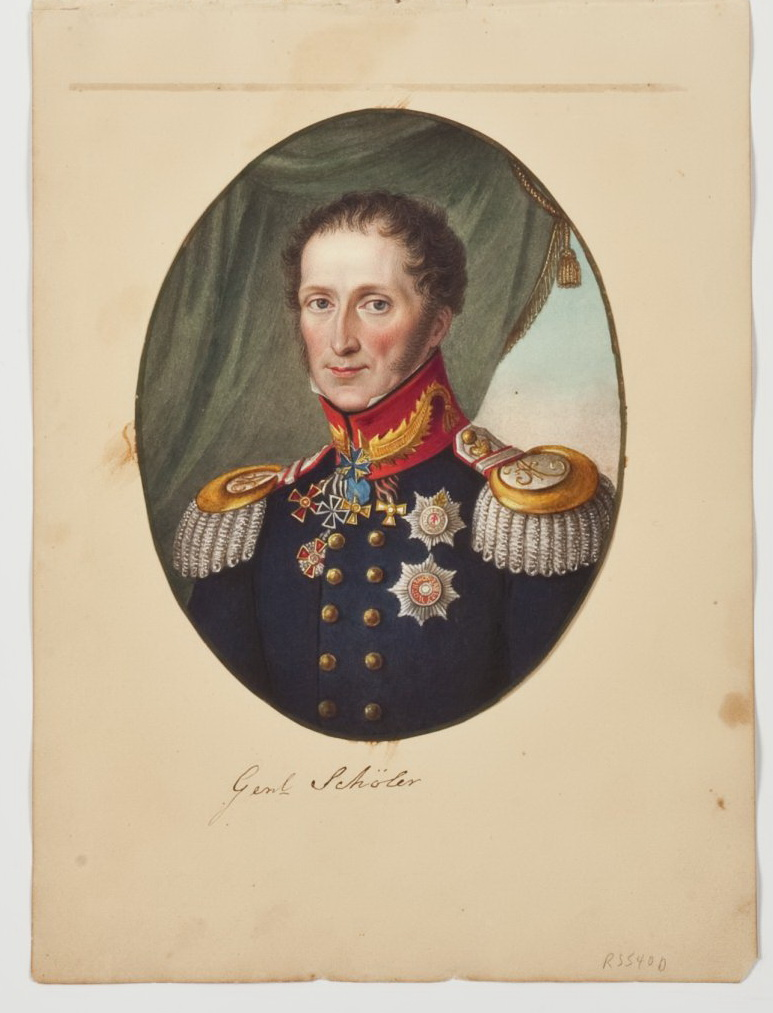
Friedrich von Schoeler in den 1820er Jahren

Reinhold Otto Friedrich August von Schoeler (* 2. Oktober 1772 in Wesel; † 28. Oktober 1840 in Frankfurt am Main) war ein preußischer General der Infanterie.

## Leben

### Herkunft
Friedrich war ein Sohn des späteren preußischen Generalmajors Johann Friedrich Wilhelm von Schoeler (1731–1817) und dessen erster Ehefrau Charlotte Henriette, geborene Freiin von Pelden gen. von Cloudt (* 1744 in Moers; † 2. Oktober 1772 in Wesel). Der spätere preußische General der Infanterie Moritz von Schoeler (1771–1855) war sein älterer Bruder.

### Militärkarriere
Schoeler wurde am 16. September 1786 als Gefreiterkorporal im Infanterieregiment „von Gaudi“ angestellt. Im Jahr darauf machte er den Feldzug in Holland mit. Als Sekondeleutnant war Schoeler im Ersten Koalitionskrieg gegen Frankreich bei der Belagerung von Mainz, der Schlacht bei Kaiserslautern, der Beschießung des Forts St. Michel sowie bei den Gefechten von Saarbrücken, St. Imbert, St. Amand und Hasnon. 1804 war er als Regisseur in der Militärischen Gesellschaft tätig. Im Feldzug 1805 war Schoeler Adjutant des kommandierenden Feldherrn, des Herzogs von Braunschweig-Lüneburg, und Augenzeuge bei dessen tödlicher Verwundung in der Schlacht bei Jena und Auerstedt 1806.
Im Jahre 1808 befand sich Schoeler als Major und Flügeladjutant in St. Petersburg. Anlässlich eines Besuches des preußischen Königs Friedrich Wilhelm III. dort im Januar/Februar 1808 verlieh der König Schoeler „...auf Allerhöchste Eigene Bewegung...“ den Orden Pour le Mérite. Während der Befreiungskriege war er im Hauptquartier des damaligen Kronprinzen von Schweden tätig, seit dem Zweiten Pariser Frieden bevollmächtigter Minister und außerordentlicher Gesandter am Hof des russischen Zaren in Petersburg sowie Vertrauter von Zar Alexander I. Er avancierte zum General der Infanterie; zuletzt war er Gesandter beim Bundestag in Frankfurt am Main.

### Familie
Am 28. Januar 1796 heiratete Schoeler Auguste Wilhelmine von Kunitzky (1776–1858), eine Tochter des preußischen Generalmajors Franz Georg Gneomar von Kunitzky. Aus der Ehe gingen folgende Kinder hervor:
- Franz (1796–1897)
- August (1798–1866), preußischer General der Infanterie ⚭ 15. Oktober 1828 Ottilie von Schoeler (1809–1900), Tochter von Moritz von Schoeler
- Elise (1800–1864)
- Karl August Heinrich Friedrich Alexander (1801–1857), Rittmeister a. D. im Regiment der Gardes du Corps, Postmeister in Schwedt

⚭ Josephine-Desiree d'Auger (1797–1834), Eltern von Joseph von Schoeler (1834–1915), preußischer Generalleutnant
⚭ 10. März 1842 Tusnelda von Kinsky und Tettau (1815–1890)
- Moritz Friedrich Viktor (1803–1804)
- Friedrich (Fedor) (1806–1811)
- Alexander Emil (1809–1810)
- Luise (1811–1874), König Friedrich Wilhelm III. war ihr Patenonkel ⚭ Friedrich Ludwig von Schoeler (1797–1869), preußischer Generalleutnant
- Sophie (1813–1885)
- Alexandra (1818–1897) ⚭ 30. März 1853 August Wilhelm Börger († 1889), Rittmeister a. D.

### Auszeichnungen
- Eisernes Kreuz II. Klasse am 28. Oktober 1813, für Dennewitz
- Russischer Orden des Heiligen Georg IV. Klasse am 28. Oktober 1813
- Roter Adlerorden I. Klasse mit Eichenlaub am 18. Juli 1818
- Preußisches Dienstauszeichnungskreuz am 18. Juli 1825
- Alexander-Newski-Orden im September 1826[3]
- Schwarzer Adlerorden am 18. Januar 1836